# Jean Hély d'Oissel
Pour les articles homonymes, voir Hély d’Oissel.
Jean Léonce Frédéric, baron Hély d'Oissel (15 février 1833 à Paris - 16 juin 1920 à Paris) est un banquier et homme politique français.

## Biographie
Petit-fils de Frédéric Hély d'Oissel et fils de Victor Hély d'Oissel conseiller à la Cour de cassation et de Louise Augustine Émilie Gautier, il suit ses études au collège Rollin et au lycée Condorcet, avant de sortir de l'École de Saint-Cyr en 1851, puis de l'École de Cavalerie de Saumur (1854). Officier de cavalerie dans la Garde Impériale, il participe à la campagne de Crimée dès 1854, puis démissionne et rentre au Conseil d'État auditeur dès 1856 et jusqu'en 1870 à sa dissolution.
Il quitte le Conseil d'État après l'adoption du projet de loi sur l'expulsion des princes des familles ayant régné en France.
Chef de cabinet d'Adolphe Vuitry, Conseiller général de 1867 à 1898, il est élu député de Seine-et-Oise en 1889 et maire de Poissy à deux reprises, d'août 1867 à janvier 1878 et de mai 1892 à mai 1896.
Il a été administrateur, puis vice-président et président (28 janvier 1902) de la Société générale, président de la Banque de l'Indochine  de 1902 à 1920, vice-président de la Compagnie des chemins de fer de l'Ouest et des Messageries maritimes, ainsi qu'administrateur de plusieurs sociétés.
Il était officier de la Légion d'honneur, officier de l'Instruction publique et commandeur de l'ordre de Saint-Nicolas de Russie.
Époux de sa cousine Lucie Augustine Thérèse Zangiacomi, gendre de Prosper Zangiacomi, il est le beau-père de Pierre de Ségur. Deux enfants de ce mariage Thérèse Jeanne Augustine Hély d'Oissel et Frédéric Lucien Séraphin Hély d'Oissel. Puis, avec Louise Calixte Levé, qu'il fréquenta pendant presque 50 ans et jusqu'à son décès en 1920, les enfants Jeanne Gabrielle, Léonce Henri, Frédéric Louis, Marguerite, Henriette Jeanne, Gaston Clément et Marcelle Rosa Louise, tous sous le nom de Levé.
Habitant au 21, rue de l'Arbre-Sec (hôtel Escoubleau de Sourdis), puis au château de Villiers à Poissy et au 45, avenue d'Iéna, il entreprend la restauration des bâtiments de l'abbaye de la Bussière, échue à ses parents en 1856. Sa fille la marquise de Ségur continuera cette entreprise.

## Sources
- « Jean Hély d'Oissel », dans le Dictionnaire des parlementaires français (1889-1940), sous la direction de Jean Jolly, PUF, 1960 [détail de l’édition],
- Guy Levé, la Saga des Hély d'Oissel